# David Boll
David Lofgren Boll (* 5. Mai 1953 in Hackensack (New Jersey)) ist ein ehemaliger US-amerikanischer Radrennfahrer.

## Sportliche Laufbahn
Boll war im Straßenradsport aktiv und Teilnehmer der Olympischen Sommerspiele 1976 in Montreal. Im olympischen Straßenrennen kam er auf den 56. Rang.
1976 wurde er Zweiter der nationalen Meisterschaft im Straßenrennen der Amateure. In jener Saison gewann er die traditionsreiche Tour of Somerville.
Er startete für den Century Road Club.